# Guillermo Eyzaguirre Rouse
Guillermo Eyzaguirre Rouse (Santiago, 12 de agosto de 1883-Castro, 23 de junio de 1915), fue un abogado y político liberal chileno.

## Primeros años de vida
Fue hijo de Guillermo Eyzaguirre Guzmán y de Carmela Rouse. Cursó Humanidades en el Colegio San Ignacio, recibiéndose de Bachiller en 1900, ingresando a la Escuela de Derecho de la Universidad de Chile.
Muy joven comenzó su pasión por la enseñanza. Hizo un curso de Castellano en el Instituto Pedagógico de la Universidad de Chile, obteniendo diploma de profesor en 1905, mismo año que se recibió como abogado.
Contrajo matrimonio con Carmen Cousiño Sebire, con quien tuvó un hijo. 

## Actividades profesionales
Colaboró con Jorge Errázuriz Tagle en una investigación titulada Monografía de una familia obrera, con el cual obtuvieron en Premio del Concurso de Economía Política.
Permaneció un par de años en Europa, tiempo en el cual hizo estudios de perfeccionamiento e investigaciones históricas sobre la lengua castellana, llegando a publicar Crónica general de España por Fray García de Euguin, basado en información de la Biblioteca del Palacio de El Escorial. 
A su regreso (1907), desempeñó la cátedra de castellano en el Instituto Nacional y fue nombrado posteriormente, inspector general del establecimiento.

## Actividades políticas
Ingresó a la política como militante del Partido Liberal, habiendo sido Presidente de la Juventud Liberal (1907) y posteriormente del partido propiamente. Se dedicó por este tiempo al periodismo, dirigiendo el diario La Mañana, donde escribió muchos artículos de prensa promoviendo las ideas del liberalismo.
Nombrado por el gobierno Delegado al Congreso de Ciencias Administrativas que se realizó en Bruselas, Bélgica (1910).
Electo Diputado por el Departamento de Santiago (1915-1918), pero falleció antes de concluir con su mandato.
Comisionado a presidir la Delegación de la Alianza Liberal para vigilas las elecciones presidenciales de 1915, en el Departamento de Castro. En la oportunidad, fue muerto por la espalda, en un duelo con uno de los agentes de la coalición opositora, en un lugar denominado Punta de Chonos.